# HMS Volage (1825)
El HMS Volage fue una fragata botada en 1825 para la Marina Real británica. En un momento dado el geólogo Thomas Abel Brimage Spratt sirvió a bordo de ella.

## Construcción
La Volage fue una fragata de sexta clase única de 28 cañones diseñada y construida por la "clase superior de aprendices del astillero Portsmouth". Fue encargada el 16 de junio de 1819 como sucesora de las corbetas de la clase Atholl, cuyo último lote fue encargado sólo once días antes que la propia Volage. Se construyó en agosto y se botó el 20 de febrero de 1825 con las siguientes dimensiones: 113 pies 10 pulgadas (34,7 m) a lo largo de la cubierta de cañones, 95 pies 7+3/4 de pulgada (29,2 m) en la quilla, con una viga de 32 pies 2 pulgadas (9,8 m) y una profundidad en la bodega de 8 pies 9 pulgadas (2,7 m). Medía 515 {Fracción}} toneladas de carga. El proceso de equipamiento del Volage finalizó el 26 de enero de 1826.

## Servicio
El Volage sirvió como buque líder en la Expedición a Adén debido a que era el más grande y mejor armado de los buques reunidos.
En 1831, el Volage estaba atracado en Río de Janeiro (entonces capital del Imperio de Brasil) junto al HMS Warspite. El Volage fue el navío que llevó a Pedro I, que acababa de abdicar el trono brasileño, a Portugal, para enfrentarse a su hermano Miguel en el contexto de la guerra civil portuguesa de 1828-1834.
El Volage combatió en la Batalla de Chuenpi durante la primera guerra del Opio bajo el mando del Capitán Henry Smith. En 1847 fue convertido en buque de reconocimiento siendo comandado, entre otros, por Thomas Graves. El Volage fue desplegado en el Báltico durante la Guerra de Crimea.
El Volage fue reconvertido en barcaza polvorera en Sheerness Dockyard en marzo-junio de 1855, pero volvió a entrar en servicio como buque almacén para el Báltico a finales de ese mismo año. Fue prestado al Departamento de Guerra como depósito de pólvora en el río Medway el 19 de octubre de 1864 y volvió brevemente al control del Almirantazgo el 10 de febrero de 1871 antes de ser prestado como depósito flotante de algodón para cañones en Upnor el 19 de septiembre. El Desguace del buque se completó en Chatham Dockyard el 12 de diciembre de 1874.